# Erik Lorange
Erik Emil Lorange, född 8 mars 1919 i Finse, död 30 mars 2019 var en norsk arkitekt. 
Lorange blev student 1937 och utexaminerades från Norges tekniske høgskole 1942. Han blev arkitekt vid Akers regleringsväsende 1943, assistent hos arkitekt Thorleif Jensen 1944, regleringsarkitekt i Finnmark fylke 1945, stf. ledare för Brente steders regulering i Oslo 1947, stadsplanechef i Kristiansand 1950, fylkesregleringsarkitekt i Vestfold fylke 1955, stadsplaneringsrådgivare för FN i Singapore 1962 och professor i planering vid Arkitekthøgskolen från 1970. Han var ordförande i Norsk Byplanforening 1948–1950, stadsplanerådet i Kristiansand 1950–1965, saneringsutvalget i Kristiansand 1952–1965, regionplanerådet i Kristiansand och omland 1952–1960 och Agder Arkitektforening 1955–1956. Han var medlem i huvudstyrelsen för Norsk kommunalteknisk forening 1966–1971, Kommundepartementets regionalstatistiska kommitté 1967–1972 och geodetkommittén 1969–1971.